# Yu Shan
Le Yu Shan, également connu sous le nom de montagne de Jade, est une montagne du centre de Taïwan. Son pic principal est le point culminant de l'île, avec 3 952 mètres d'altitude. Il est gravi pour la première fois en 1896 par un Japonais et deux ans plus tard par un Occidental. Il constitue un symbole important pour les Taïwanais. Son ascension, dépourvue de difficulté technique, se fait normalement en deux jours. Il est protégé au sein d'un parc national.

## Toponymie
Le Yu Shan (chinois : 玉山 ; pinyin : Yùshān) ou mont Yu signifie littéralement « montagne de Jade », nom sous lequel il est parfois connu. Cette appellation date de la dynastie Qing. Il était précédemment baptisé Batongguanshan, la « montagne enneigée ».
Après sa découverte par les Occidentaux, au milieu du XIXe siècle, il apparaît sur les cartes sous le nom de mont Morrison, en l'honneur du capitaine américain qui rapporte pour la première fois son observation dans son journal de bord. En 1900, à la suite de l'annexion de l'île par les Japonais, deux anthropologues, Torii Ryūzō et Mori Ushinosuke, gravissent la montagne et lui donnent le nom de Niitakayama (新高山) ou mont Niitaka, littéralement « nouvelle haute montagne », qui devient le point culminant de l'empire, plus haut de 176 mètres que le mont Fuji ; il conserve ce nom jusqu'en 1945. Dans l'ethnie Bunun, il est connu sous le nom de Tongku Saveg.

## Géographie

### Situation, topographie

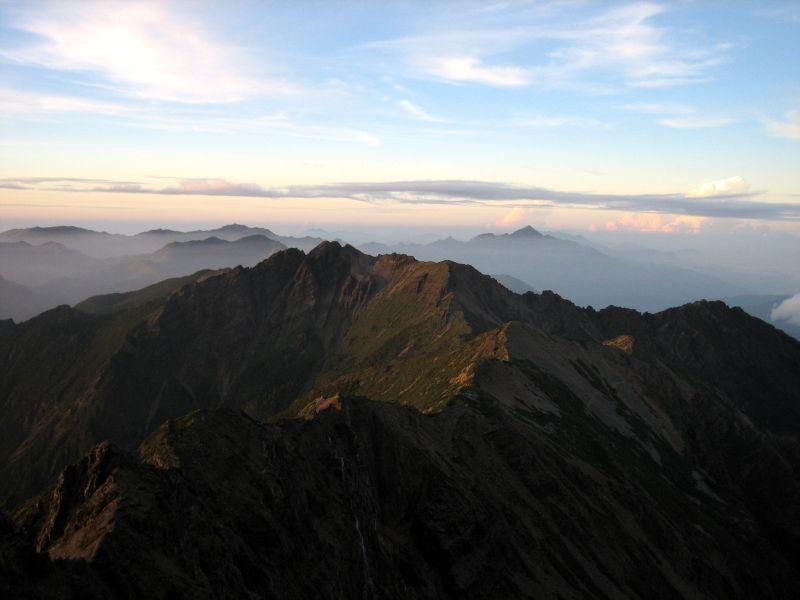
Vue des crêtes menant au sommet à l'aube.

Le Yu Shan est situé au centre de l'île de Taïwan, à la limite administrative entre les comtés de Nantou, Kaohsiung et Chiayi. La capitale Taipei se trouve à près de 200 kilomètres au nord. Le sommet s'élève à 3 952 mètres d'altitude dans la chaîne du Yushan et constitue le point culminant du pays.
Le sommet est constitué par cinq cimes : le pic principal (玉山主峰) à 3 952 mètres, le pic oriental (玉山東峰) à 3 869 mètres, le pic septentrional (玉山北峰) à 3 858 mètres, le pic méridional (玉山南峰) à 3 844 mètres et le pic occidental (玉山主峰) à 3 467 mètres.

### Géologie
Le Yu Shan est le résultat de la rencontre des plaques eurasienne et philippine et de la formation de l'île de Taïwan à partir de la fin du Paléozoïque. Le massif est constitué de roches sédimentaires de l'Éocène non métamorphisées, contrairement à la Chaîne centrale plus à l'est,.

### Climat

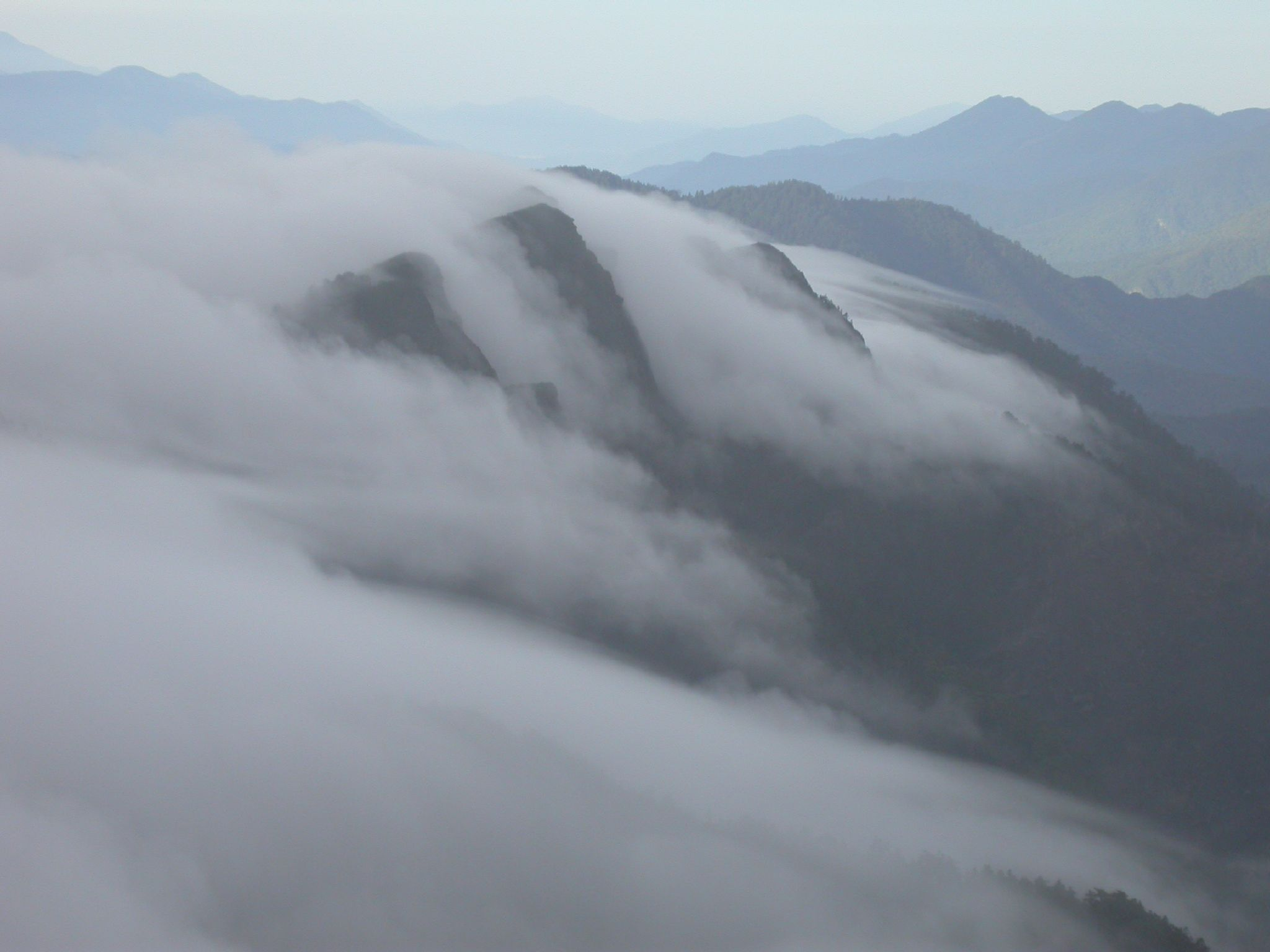
Vue d'une mer de nuages aux environs du Yu Shan.

Il tombe environ 3 600 mm de précipitations en moyenne chaque année au Yu Shan, réparties sur 140 jours principalement entre mai et août. De mai à mi-juin, c'est la saison du tsuyu ou de la mousson. La saison des typhons se produit de juillet à septembre, avec un maximum en août. D'une façon générale, les étés sont humides et les hivers sont secs au Yu Shan. De septembre à avril, la région est souvent recouverte de givre mais, en raison des vents forts, il n'est jamais très important en dehors des vallées. La neige peut tomber au-delà de 2 000 mètres d'altitude, en particulier en janvier et février. À plus de 3 000 mètres, elle peut chuter pendant quatre mois consécutifs. Les premiers flocons peuvent faire leur apparition en octobre et les derniers névés complètement fondre en mai. Au cours des années 1990, il y a eu 24,3 jours de précipitations neigeuses en moyenne au Yu Shan, ce qui représente une diminution sensible par rapport à la décennie précédente.
| Mois                                  | jan.          | fév.          | mars         | avril         | mai          | juin         | jui.         | août         | sep.        | oct.        | nov.          | déc.         | année           |
| ------------------------------------- | ------------- | ------------- | ------------ | ------------- | ------------ | ------------ | ------------ | ------------ | ----------- | ----------- | ------------- | ------------ | --------------- |
| Température minimale moyenne (°C)     | −4            | −3,4          | −1,7         | 0,6           | 3            | 4,5          | 4,6          | 4,6          | 4,1         | 2,8         | 0,7           | −2,1         | 1,1             |
| Température moyenne (°C)              | −0,5          | −0,2          | 1,4          | 3,6           | 6            | 7,4          | 8            | 7,8          | 7,4         | 6,6         | 4,1           | 1,2          | 4,4             |
| Température maximale moyenne (°C)     | 4,6           | 4,5           | 6,4          | 8,7           | 11,2         | 12,9         | 14,4         | 14           | 14          | 13,9        | 10,6          | 6,7          | 10,2            |
| Record de froid (°C) date du record   | −18,4 31/1970 | −14,8 18/1977 | −15,2 5/2005 | −10,1 14/2015 | −3,9 15/1945 | −1,9 7/1972  | −3,2 5/1944  | −0,4 27/1970 | −2,4 6/2020 | −5,5 4/1955 | −10,6 29/1979 | −15 31/1973  | −18,4 31/1/1970 |
| Record de chaleur (°C) date du record | 18,9 6/2020   | 20,5 22/2021  | 20,9 20/2021 | 23,2 7/2021   | 20,5 14/2021 | 23,5 20/2020 | 23,8 13/2020 | 21,7 19/2020 | 23,6 2/2021 | 23,2 4/2020 | 20,2 14/2003  | 16,8 23/1988 | 23,8 13/7/2020  |
| Ensoleillement (h)                    | 207           | 158,7         | 151          | 139,4         | 133,8        | 135,9        | 171,3        | 150,8        | 158,5       | 213,6       | 199,7         | 197,1        | 2 016,8         |
| Précipitations (mm)                   | 83,7          | 67,2          | 94,8         | 201,2         | 423,6        | 459,6        | 434,2        | 516          | 297,2       | 145,1       | 98,3          | 81,6         | 2 902,5         |
| Nombre de jours avec précipitations   | 6,8           | 6,9           | 7,8          | 13,1          | 18,7         | 18           | 18,1         | 18,4         | 14,4        | 10,1        | 8,2           | 6,5          | 147             |
| Humidité relative (%)                 | 62,3          | 70,7          | 76,2         | 80            | 81,5         | 80,8         | 77,7         | 81           | 77,4        | 66,4        | 65,9          | 63,1         | 73,6            |

| Diagramme climatique                                  |             |             |             |            |              |              |          |            |              |             |             |
| J                                                     | F           | M           | A           | M          | J            | J            | A        | S          | O            | N           | D           |
| 4,6−483,7                                             | 4,5−3,467,2 | 6,4−1,794,8 | 8,70,6201,2 | 11,23423,6 | 12,94,5459,6 | 14,44,6434,2 | 144,6516 | 144,1297,2 | 13,92,8145,1 | 10,60,798,3 | 6,7−2,181,6 |
| Moyennes : • Temp. maxi et mini °C • Précipitation mm |             |             |             |            |              |              |          |            |              |             |             |

## Histoire
Le Yu Shan est observé par des Occidentaux pour la première fois en 1857. W. Morrison, capitaine américain du cargo USS Alexander, l'aperçoit depuis le port d'Anping.
La première ascension serait l'œuvre du Japonais S. Honda, accompagné de moines et de gardes-forestiers, en 1896,. Le premier Occidental au sommet est probablement l'Allemand vivant en Argentine K. T. Stöpel, deux ans plus tard.
En 1937, la montagne est incluse dans le parc national de Niitaka-Arisan. Celui-ci sera plus tard séparé en parc national du Yushan et en région scénique nationale d'Alishan.
Niitakayama Nobore (« gravir la nouvelle haute montagne ») sert de nom de code à la Marine impériale japonaise pour lancer son attaque de Pearl Harbor.
Après la Seconde Guerre mondiale, repoussés de la plaine vers les montagnes par les Han du Kuomintang, les aborigènes Bunun deviennent les principaux habitants des piémonts.
En 1966, une imposante statue en bronze représentant Yu Youren est érigée au sommet. Elle y demeure jusqu'en 1996, lorsqu'elle est renversée et jetée dans une ravine par des activistes taïwanais pro-indépendance.

## Activités

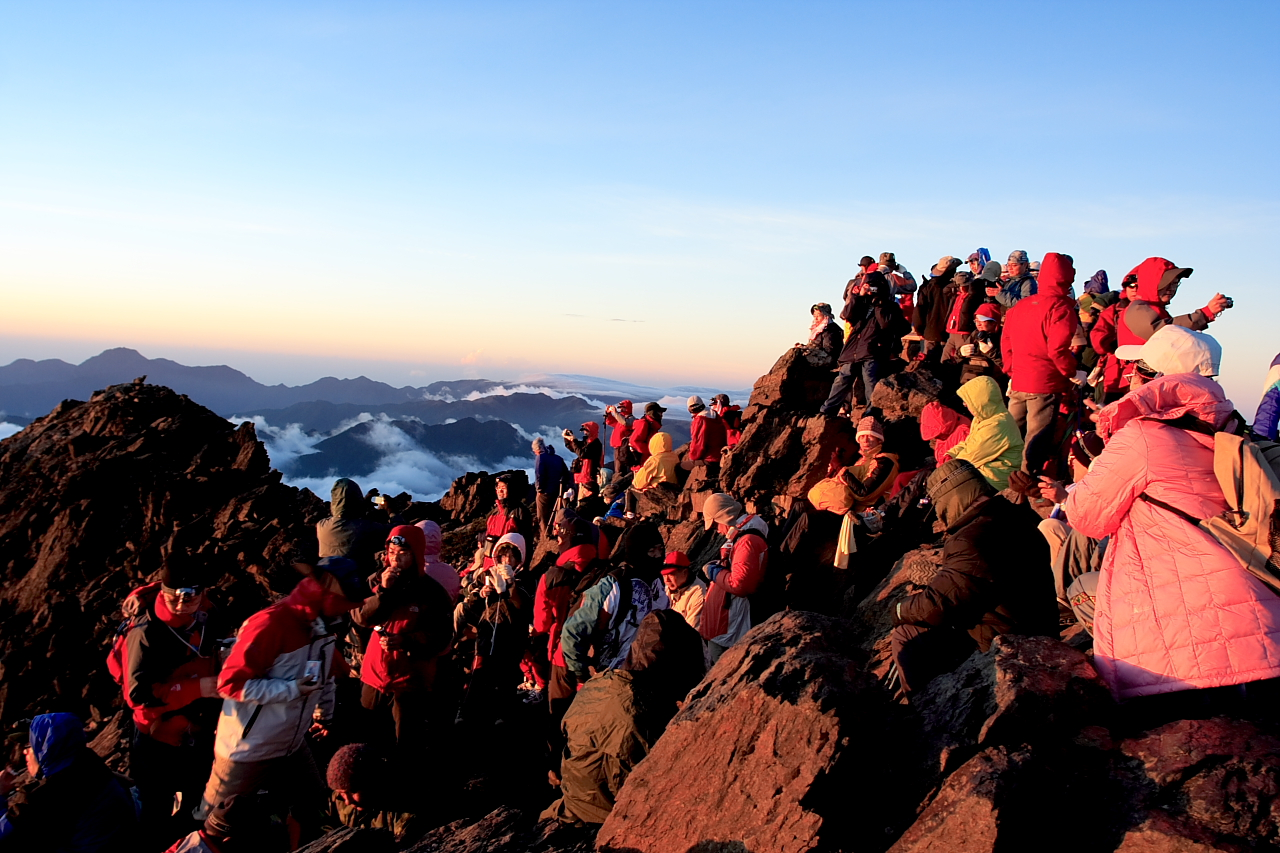
Vue du sommet avec des centaines de randonneurs profitant du lever de soleil.

Il existe deux itinéraires principaux pour accéder au sommet. Le plus court et le plus populaire est celui de Tataka (ou Tatajia ou Tatachia), qui démarre à 2 610 mètres d'altitude sur le versant occidental. Il fait 10,5 kilomètres et passe par le refuge Paiyun (3 460 m) où la plupart des randonneurs s'arrêtent pour la nuit. Le second, plus difficile, est celui de Patungkuan/Dongpu (ou Tungpu) par le versant oriental. Il part de 1 120 mètres d'altitude, fait 23,5 kilomètres et demande généralement trois jours de marche. Cependant, il a été fermé en août 2009 en raison des dégâts provoqués par le typhon Morakot. Il existe quelques voies techniques en faces nord et nord-est,. L'ascension du Yu Shan fait partie d'une trilogie asiatique avec le mont Kinabalu et le mont Fuji.
La montagne est protégée depuis 1985 au sein du parc national du Yushan.

## Culture populaire
Au cours des dernières années, le Yu Shan a joué un rôle important dans l'affirmation de l'identité nationale. En effet, le 20 juillet 2005, il a été choisi pour figurer sur le verso des derniers billets de 1 000 NT$. Par ailleurs, un astéroïde a été nommé le 28 décembre 2007 par l'observatoire de Lulin de l'Université nationale centrale d'après le sommet.